# Liliana Santos
Liliana Santos (Lisboa, 22 de Setembro de 1980) é uma atriz, apresentadora de televisão e modelo portuguesa.

## Biografia
Licenciou-se em Sociologia, pela Universidade Lusófona de humanidades e Tecnologias de Lisboa em 2004. Iniciou a sua carreira de modelo em 1995 e desde então tem sido imagem de várias campanhas publicitárias(Worten, Continente (hipermercados), Fortépharma, bem como de vários editorias de moda (Elle, Revista Máxima, GQ, Men's Health, COSMOPOLITAN, Lapa Palace Hotel). 
Em 2004 começou por tirar um workshop de representação e nesse mesmo ano inicia a sua carreira de actriz, ao fazer uma participação especial na série cómica da SIC, Maré Alta. No mesmo ano integrou o elenco da série juvenil da TVI, Morangos com Açúcar. No ano seguinte entra na novela de sucesso Ninguém como Tu, para o mesmo canal.  Em televisão já participou em mais de vinte produções fictícias, para a RTP, SIC e TVI.
Em 2006 estreou-se no mundo da apresentação no icónico TOP+ por onde também passaram, Bárbara Guimarães e Catarina Furtado. 
Liliana também participou em projetos de Sétima Arte, entre eles o filme Second Life, de Miguel Gaudêncio em 2009.
Fez várias formações de representação,com Atílio Riccó, Susana Borges, André Cerqueira, Daniel Herz, Christian Duurvoort e Patricia Vasconcelos. E em 2013 decide apostar em formação nos EUA, Los Angeles, onde teve formação com o coach de Lupita Nyong'o, Gregory Berger-Sobeck, BERG studios, entre outros tais como, Brian Reise e Bob Corff.
Em 2014 co-protagonizou a série de sucesso da RTP1, Bem-Vindos a Beirais. Nesse mesmo ano foi contratada pela SIC para integrar o elenco de Mar Salgado.  Esteve oito anos na SIC (2014-2022), onde participou em várias novelas da estação. Em 2022, mudou-se para a TVI para integrar o elenco de Quero É Viver.
Em 2016, lançou um livro "Em Forma Todo o Ano", onde partilha um estilo de vida saudável através de exercícios físicos e onde também sugere vários planos alimentares.
Em 2024 foi uma das concorrentes da sexta edição do programa da TVI Dança com as Estrelas. Regressou à apresentação nesse mesmo ano, a convite de Nuno Santos, para apresentar o programa CNN W Tech, para a CNN Portugal.

## Televisão
| Ano             | Projeto                               | Papel                         | Notas                   | Canal        |
| --------------- | ------------------------------------- | ----------------------------- | ----------------------- | ------------ |
| 2004            | Maré Alta                             | Passageira do navio           | Participação Especial   | SIC          |
| 2004            | Queridas Feras                        | Recepcionista                 | Elenco Adicional        | TVI          |
| 2004            | Morangos com Açúcar Férias de Verão 1 | Lisete «Lisa» Dias            | Elenco Principal        | TVI          |
| 2004            | Inspetor Max                          | Cristina                      | Participação Especial   | TVI          |
| 2005            | Ninguém como Tu                       | Isabel Menezes de Albuquerque | Elenco Principal        | TVI          |
| 2006            | Câmara Café                           | Mónica Palma                  | Elenco Principal        | RTP1         |
| 2006            | Top +                                 | Ela Própria                   | Apresentadora           | RTP1         |
| 2006            | Dança Comigo                          | Ela Própria                   | Concorrente             | RTP1         |
| 2006            | Estranho                              | Mulher                        | Elenco Adicional        | SIC          |
| 2006            | Floribella                            | Luciana                       | Participação Especial   | SIC          |
| 2007 - 2008     | Chiquititas                           | Carla Aguiar                  | Elenco Principal        | SIC          |
| 2008            | Resistirei                            | Lúcia                         | Participação Especial   | SIC          |
| 2008 - 2009     | Podia Acabar o Mundo                  | Marta Fonseca                 | Elenco Principal        | SIC          |
| 2009            | Fator M                               | Ela Própria                   | Repórter                | RTP1         |
| 2009            | Liberdade 21                          | Repórter                      | Elenco Adicional        | RTP1         |
| 2009            | A Minha Família                       | Michelle                      | Elenco Adicional        | RTP1         |
| 2010            | Dias Felizes                          | Simone                        | Antagonista             | TVI          |
| 2010 - 2011     | Espírito Indomável                    | Cristina «Tininha» Dias       | Elenco Principal        | TVI          |
| 2012 - 2013     | Louco Amor                            | Mafalda Mendes                | Elenco Principal        | TVI          |
| 2012            | O Pacto                               | Vera                          | Protagonista            | TVI          |
| 2013            | Sabores e Sentidos                    | Vanda                         | Protagonista            | TVI          |
| 2014            | Bem-Vindos a Beirais                  | Carlota                       | Co- Protagonista        | RTP1         |
| 2014 - 2015     | Mar Salgado                           | Eva Pelicano                  | Elenco Principal        | SIC          |
| 2016 - 2017     | Rainha das Flores                     | Paula Oliveira                | Elenco Principal        | SIC          |
| 2017 - 2018     | Espelho d'Água                        | Patrícia Lima                 | Elenco Principal        | SIC          |
| 2018 - 2019     | Alma e Coração                        | Beatriz Castro                | Elenco Adicional        | SIC          |
| 2019 - 2020     | Nazaré                                | Cláudia Fontes                | Elenco Principal        | SIC          |
| 2022            | O Pai Tirano                          | Maria                         | Elenco Principal (OPTO) | SIC          |
| 2022 - 2023     | Quero É Viver                         | Estrela Godinho               | Elenco Principal        | TVI          |
| 2022 - 2023     | Quero É Viver                         | Luísa de Jesus                | Elenco Principal        | TVI          |
| 2023            | Dança Comigo                          | Ela própria                   | Concorrente             | RTP1         |
| 2024            | Dança com as Estrelas (6.ª edição)    | Ela própria                   | Concorrente             | TVI          |
| 2024 - presente | CNN W-Tech                            | Ela própria                   | Apresentadora           | CNN Portugal |

## Apresentação de eventos
- Gala de Solidariedade da fundação "O Século", 2015, Casino Estoril
- Gala de Solidariedade da fundação "O Século", 2017, Centro de Congressos do Estoril
- Prémios SOPHIA Estudante, 2018, Porto
- Prémios SOPHIA Estudante, 2019, Centro Cultural de Belém

## Cinema

### Actriz
- "Ama-me Assim" (curta-metragem) em 2007, do realizador Pedro Jesus [8]
- "Same Room, Same Time" (curta-metragem) como Woman em 2008, do realizador Miguel Gaudêncio [9]
- "Second Life" como Raquel em 2009, do realizador Miguel Gaudêncio [10][11]